# Konkordiaförbundet
Konkordiaförbundet var en finländsk organisation med uppgift att understöda unga studerande kvinnor. Den bildades 1885 på initiativ av bland andra Rosina Heikel och Fanny Palmén.
Efter 1864, då ogifta kvinnor i Finland kunde bli myndiga och de formella hindren för kvinnor att studera och inneha tjänst småningom avlägsnades, öppnade sig nya möjligheter till utbildning och arbete. Många kvinnliga studerande hade dock svårt att finansiera sina studier. Konkordiaförbundet grundades enligt förebild av Fredrika Bremer-förbundet i Sverige för att ge dem ekonomisk hjälp.
Förbundet delades 1914 på språklig grund, varvid Suomalainen Konkordia-liitto (grundat 1919) och Svenska Konkordiaförbundet (grundat 1917) uppstod. Förbunden delar årligen ut stipendier.